# Meckenheim (Pfalz)
Meckenheim település Németországban, Rajna-vidék-Pfalz tartományban. Lakosainak száma 3460 fő (2023. december 31.).

## Népesség
A település népességének változása:
| Lakosok száma | 2474 | 3424 | 3383 | 3411 | 3450 | 3460 |
|               | 1975 | 2017 | 2019 | 2021 | 2022 | 2023 |